# Bei

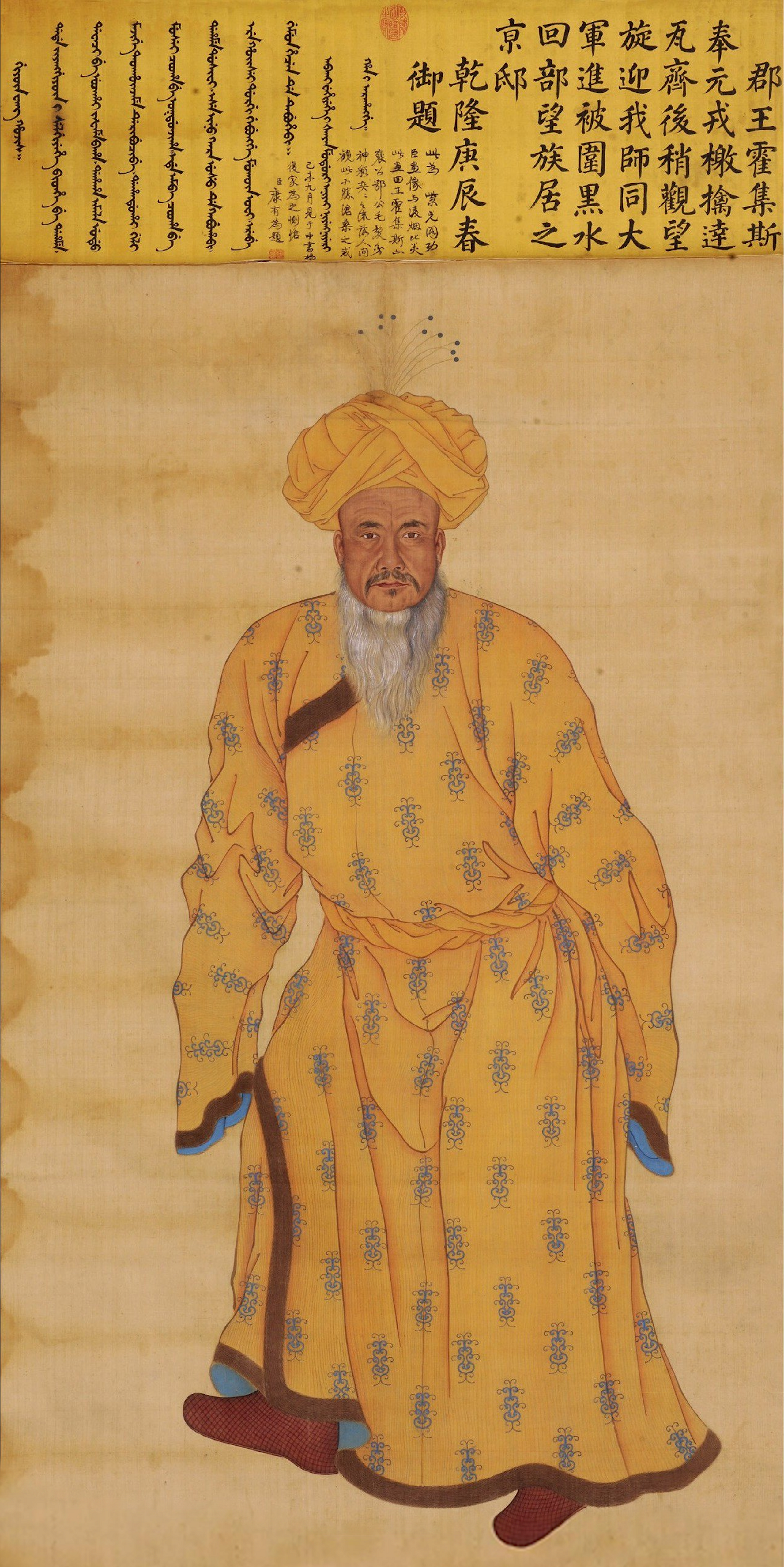
El general uigur Khojs, que va morir el 1781, va ser bei de Turban i posteriorment es va establir a Pequín. Pintura d'un artista jesuïta europeu a la cort xinesa el 1775.

Bei o bey (del turc bey, del turc antic beg) és un títol d'origen turc amb diferents usos, relacionats amb l'autoritat i l'honor, que han rebut diferents tipus de governants. Com altres títols d'origen turc, es posposa al nom.
L'han rebut persones amb llinatges especials relacionats amb els líders o governants d'àrees de diferents mides als nombrosos regnes, emirats, sultanats i imperis turcs de l'Àsia central, Àsia del Sud, i Orient Mitjà, com els otomans, els timúrides o els diferents kanats i emirats d' Àsia central i l'estepa euroasiàtica. El títol equivalent femení era begum. Les regions o províncies que els "beys" governaven o administraven eren anomenades beylik, l'equivalent a comtat en altres parts d'Europa. No obstant això, l'àmbit exacte del poder lliurat als beys variava amb cada país, per la qual cosa no hi havia un sistema clar, aplicat de manera rígida a tots els països que definia tot el poder i prestigi possibles que comportava el títol.
Al segle xxi, la paraula encara s'utilitza formalment com a títol social per als homes, de manera similar a com s'utilitzen el títol "senyor" en català. A més, s'utilitza àmpliament en els costums de denominació de l'Àsia central, concretament en països com Uzbekistan, Tadjikistan, Kazakhstan i Kirguizistan. En particular, la designació ètnica dels uzbeks prové del nom d'Öz Beg Khan de l'Horda d'Or, sent un exemple de l'ús d'aquesta paraula en noms personals i fins i tot noms de grups ètnics sencers. La regla general és que l'honorífic s'utilitza amb el nom i no amb els cognoms.

## Etimologia
La paraula procedeix del turc bey, i deriva del turc antic beg, que, en la forma bäg, apareix ja a les inscripcions d'Orkhon (segle viii) i es tradueix normalment com líder "tribal". L'origen real de la paraula encara es discuteix, encara que s'acorda majoritàriament que es tractava d'un préstec en turc antic. Aquesta paraula turca es considera generalment un préstec d'una llengua iraniana. No obstant això, el turcòleg alemany Gerhard Doerfer va apuntar que la derivació de l'iranià era superficialment atractiva però força incerta, i va assenyalar la possibilitat que la paraula fos genuïnament turca. Els estudiosos han proposat dues etimologies principals:
1. el títol pahlavi bag (també baγ o βaγ,[6] iranià antic baga ; cf. Sànscrit भग / bhaga) que significa "senyor" i "mestre".[6] Peter Golden sosté que la paraula deriva via sogdià bġy de la mateixa arrel iraniana.[5][9] Totes les llengües iranianes mitjanes conserven formes derivades de baga- en el sentit de "déu": el bay de pèrsia (plur. bayān, baʾān), del part baγ, del bactrià bago, del sogdià βγ-,[6] i es van utilitzar com a títols honorífics de reis i altres homes d'alt rang en el sentit de "senyor".[6][10] L'iranià bāy (a través de la connexió amb el nom indi antic bhāgá "possessions"[6][11]) va donar la paraula turca bai (ric), d'on el nom mongol Bayan (ric).[6][8]
2. el títol xinès pö (伯mandarí bó ; la seva pronunciació històrica és pök o pak o pe r jk, segons reconstrueix Edwin Pulleyblank), que significa germà gran i senyor feudal.[5]

El que és segur és que la paraula no té cap connexió amb el turc berk, "fort" (mongol berke), o el turc bögü, "xaman" (Mong. böge).

## Història
Originàriament és un títol que les tribus turcmanes usaven per a designar els seus caps. Ja apareix a les inscripcions de l'Orkhon a Mongòlia, on bag designa els nobles, generalment associat al germà o cunyat del kan, i estès més tard a persones d'alt rang. Amb els karakhànides portaven el títol uns quants alts funcionaris. Amb els il-kans era un títol de dona que es va portar més tard a l'Índia sota la forma begum.
El va utilitzar el monarca otomà fins a 1394, quan Baiazet I va adoptar el títol de soldà. El títol de bei va passar a designar els governadors de les províncies, que de vegades van arribar a ser gairebé independents d'Istanbul (per exemple, els de Bursa i Edirne abans de 1453). Els beis sovint tenien les seves pròpies banderes.
El 1705, va passar a anomenar-se bei o dei el sobirà de Tunis.
En uns quants llocs, com a Albània, s'anomenava beg els batlles dels pobles.
El títol de bei té també un caràcter honorífic. Ja en època otomana, es feia servir de vegades com tractament similar a l'anglès sir. Després de la proclamació de la República de Turquia, es democratitza l'ús i passa a significar 'senyor', susceptible d'aplicar-se a qualsevol persona en un context formal.
La dignitat de bei o el territori sotmès a la seva autoritat es diu beilicat.

## Beis turcs i azerbaidjans
Els tres primers governants del regne otomà es deien Bei. El principal sobirà de l'Imperi Otomà va passar a ser anomenat sultà a partir de 1383 quan Murad I va rebre aquest títol pel califa de l'ombra al Caire.
L'estat otomà havia començat com un d'una dotzena de Ghazi Beilicats turcs, aproximadament comparables als ducats d'Europa occidental, en els quals Anatòlia (és a dir, Turquia asiàtica o Àsia Menor) s'havia dividit després de la ruptura del sultanat seljúcida d'Ikonion. Konya) i la desaparició militar de l'Imperi Romà d'Orient. La seva capital era Bursa. El 1336, s'havia annexat el Beylik de Karasy, el seu veí occidental a la costa del mar de Màrmara, i després va començar a expandir-se força ràpidament.
A mesura que el regne otomà va passar d'un beilicat a un sultanat Imperial, el títol Bei es va aplicar als oficials militars i administratius subordinats, com ara un administrador de districte i governadors militars menors de nivell inferior. Aquests últims s'anomenaven generalment Sanjak Bey (després del terme "Sanjak", que denota un estendard militar de cua de cavall). Els beis eren de rang inferior als paixàs i governadors provincials (vālís, generalment amb el títol de paixà), que governaven la majoria dels vilayets (províncies) otomans, però més alts que els efendis.
Finalment, els caps de les antigues capitals otomanes Bursa i Edirne (anteriorment l'Adrianòpolis romana d'Orient a Tràcia) van ser designats Bei.
Amb el temps, el títol es va devaluar una mica, ja que Bei es va utilitzar com a títol de cortesia per al fill d'un Paixà. També es va adjuntar als oficials i dignataris per sota dels que tenien dret a ser pasxàs, en particular els següents rangs d'oficials militars (els rangs encara més baixos van ser anomenats efendi):
- Miralai (coronel de l'exèrcit o capità de la marina)
- Caimacan (tinent coronel de l'exèrcit o comandant de la marina)

Curiosament, el compost Beiefendi formava part del títol del marit (estil complet Damad-i-Shahyari (nom de pila) Beiefendi) i dels fills (estil complet Sultanzade (nom de pila) Beiefendi) d'una princesa Imperial, i els seus fills al seu torn eren amb el títol de cortesia Beizade, fill del Bei. Per als néts d'una princesa Imperial, l'estil oficial era simplement Bei després del nom.
A finals del segle xix, Bei havia estat reduït a l'Imperi Otomà a un títol honorífic. Mentre que en Kazakh i altres llengües turques de l'Àsia central, бай [bɑj] segueix sent un títol més aviat honorífic, en turc modern, i a l'Azerbaidjan, la paraula "bey" (o "badia") simplement significa "senyor" (vegeu Efendi) o senyor i s'utilitza en el significat de capital només en el context històric. Bay també s'utilitza en turc en forma combinada per a certs graus militars, per exemple albay, que significa coronel, d' alay, 'regiment' i -bay, i yarbay, que significa tinent coronel, de yardim "assistència" i -bay (per tant, un "assistent albay ").
Lucy Mary Jane Garnett va escriure a l'obra de 1904 Turkish Life in Town and Country que «persones distingides i els seus fills», així com «alts funcionaris del govern» podrien ser bei, que era una de les dues «designacions merament convencionals tan indefinides com la nostra Esquire ha arribat a existir.[al Regne Unit]».
Com passa amb la majoria dels títols turcs, segueix el nom en lloc de precedir-lo, per exemple "Ahmet Bei" per "Mr. Ahmet". Quan es parla de Mr. Ahmet, el títol s'ha d'escriure amb majúscula (Ahmet Bei), però quan s'hi dirigeix directament s'escriu simplement sense majúscula (Ahmet bey). Bei es pot combinar amb efendi per donar una forma comuna d'adreça, a la qual se sol afegir el sufix possessiu -(i)m: beyefendim, efendim.
Beyefendi té el seu homòleg femení: hanımefendi [haˈnɯmefendi], utilitzat sol, per adreçar-se a una dona sense el seu nom. I amb el primer nom: Ayşe Hanım o Ayşe hanım, per exemple, segons la regla donada anteriorment sobre l'ús de la majúscula.

## Beis en altres llocs
Fins i tot molt abans, el títol del sobirà virtual als estats de regència barbarescs del nord d'Àfrica era "Bei" (compareu amb Dey). Sobretot a Tunis, la dinastia husaïnida va utilitzar tota una sèrie de títols i estils, incloent-hi Bei:
- Just Bei era part del títol territorial del governant, i també com un títol utilitzat per tots els membres masculins de la família (més aviat com el sultà de la dinastia otomana).
- Bey al-Kursi "Bey del tron", terme equivalent a príncep regnant.
- Bey al-Mahalla "Bey del Camp", títol utilitzat per al següent membre més antic de la família Beylical després del Bey regnant, l'hereu aparent al tron.
- Bey al-Taula "Bey de la Taula", el títol de l'Hereu Presunt, el príncep més gran de la família Beylical, que va gaudir de preferència immediatament després del Bey al-Mahalla.
- Beglerbegi, Senyor dels Senyors, era el rang administratiu que gaudien formalment el governant d'Alger i els governants de parts dels Balcans en la seva capacitat oficial de governador general otomà dins de l'Imperi turc. Aquest títol també es va utilitzar a l'Imperi safàvida.

Bei també va ser el títol que va ser atorgat pel sultà de Turquia en el crepuscle de l'Imperi Otomà a Oloye Mohammed Shitta, un príncep comerciant africà del poble ioruba que va servir com a líder de la comunitat musulmana al regne de Lagos. Posteriorment, ell i els seus fills es van fer coneguts a Nigèria amb el cognom de doble barril Shitta-Bey, una tradició que ha sobreviscut fins als nostres dies a través dels seus descendents lineals.
En el període otomà, els senyors de la península semiautònoma de Mani utilitzaven el títol de beis (μπέης); per exemple, Petros Mavromichalis era conegut com a Petrobey.
Altres beis van veure el seu propi Beylik promogut a l'estat, per exemple:
- a Constantina (Constantine en francès), un districte otomà subjecte a la regència d'Alger des de 1525 (va tenir els seus propis beis des de 1567), l'últim titular, Ahmed Bey ben Mohamed Chérif (b. c. 1784, al càrrec 1826–1848, d. 1850), es va mantenir quan el 1826 la població local cabil va declarar la independència, i quan va ser conquerida per França el 13 d'octubre de 1837, fins que va ser incorporada a Algèria el 1848.

Bei o una variació també s'ha utilitzat com a títol aristocràtic en diversos estats turcs, com ara Bäk al khanat tàtar de Kazan, a càrrec d'un beylik anomenat Bäklek. El khanat uzbek de Khivà, l'emirat de Bukharà i el Kanat de Kokand utilitzaven els «beks» com a administracions locals de «bekliks» o províncies. Els prínceps Balkars de les terres altes del Caucas del Nord eren coneguts com taubiy (taubey), que significa cap muntanyós.
De vegades, un bei era un vassall territorial dins d'un khanat, com en cadascun dels tres zuzes sota el Kan dels kazakhs.
La variació Beg, Baig o Bai, encara s'utilitza com a cognom o part d'un nom a Àsia del Sud i Central, així com als Balcans. En els noms d'influència eslava, es pot veure en conjunció amb els sufixos eslaus -ov/-ović/ev que signifiquen 'fill de', com en Bakir i Alija Izetbegović, Abaj Kunanbajev.
El títol també s'utilitza com a honorífic per membres del Temple de la Ciència Morisca d'Amèrica i l’Església Ortodoxa Morisca.
Bei també s'utilitza col·loquialment a les parts de l'Índia de parla urdú, i el seu ús és similar a chap o home. Quan s'utilitza de manera agressiva, és un terme ofensiu.